# 견진기연
《견진기연》(茧镇奇缘)은 2018년 방송되었던 중국의 드라마이다.

## 소개
- 한집안에서 네 명의 하녀가 연이어 목숨을 잃은 뒤 계속해서 사망 사건이 이어지고, 등장인물들이 그 진상을 밝혀가는 내용을 담은 추리 시대극

## 등장 인물
- 빅토리아 - 두춘효 역
- 장경부 (蒋劲夫) - 황모운 역
- 양양 - 황막여 역
- 장지계 (张芷溪) - 황몽청 역
- 조염염 (曹艳艳) - 이태태 역
- 강동 (姜彤) - 황천명 역
- 주명의 (周美毅) - 삼태태 역